# Flurochloridon
Flurochloridon ist eine chemische Verbindung aus der Gruppe der Pyrrolidinone, die als Wirkstoff in Pflanzenschutzmitteln verwendet wird.

## Stereochemie
Allgemein betrachtet bilden chemische Verbindungen mit mehreren Stereozentren bis zu 2n Stereoisomere. Dabei ist n die Anzahl der Stereozentren. Demnach gibt es bei Flurochloridon vier Stereoisomere, die auch experimentell bestätigt sind.
Es handelt sich hierbei um ein Gemisch von (3S,4S)-, (3R,4R)-, (3S,4R)- und der (3R,4S)-Form:
| Vier Stereoisomere (zwei Diastereomerenpaare)                     | Vier Stereoisomere (zwei Diastereomerenpaare) |
| ----------------------------------------------------------------- | --------------------------------------------- |
| trans-Diastereomer = 1:1 Gemisch (Racemat) CAS-Nummer: 61213-60-3 |                                               |
| cis-Diastereomer = 1:1 Gemisch (Racemat) CAS-Nummer: 61213-59-0   |                                               |

Im handelsüblichen Flurochloridon liegt der Massenanteil des trans-Diastereomers bei 72 % bis 74 %. Der Massenanteil des cis-Diastereomers beträgt zwischen 22 % und 24 %.

## Gewinnung und Darstellung
Flurochloridon kann durch ausgehend von 3-Aminobenzotrifluorid und Essigsäureanhydrid gewonnen werden. Deren Produkt reagiert mit Allylbromid, Chlorwasserstoff und Dichloracetylchlorid. Das Endprodukt entsteht durch Ringschluss unter Anwesenheit von Eisen(II)-chlorid.

## Verwendung
Flurochloridon wurde Mitte der 80er Jahre eingeführtes von ICI (heute Syngenta) als selektives Herbizid eingeführt. Es gehört zu den Phytoen-Desaturase-Hemmern (PDS-Hemmer), die in die Carotinoid-Biosynthese eingreifen.
Flurochloridon wird gegen breitblättrige Unkräuter und einige Ungräser im Getreide-, Kartoffel-, Sonnenblumen- und Baumwollanbau eingesetzt.

## Zulassung
In einigen Staaten der EU sind Pflanzenschutzmittel mit diesem Wirkstoff zugelassen, in Österreich und Deutschland sind aber keine Präparate mehr im Handel. In der Schweiz wird Flurochloridon unter dem Handelsnamen Racer CS vertrieben.